# A Question of Honor (film, 1915)
Pour l’article homonyme, voir A Question of Honor.
A Question of Honor est un film américain réalisé par B. Reeves Eason et sorti en 1915.

## Synopsis
Joe Wallace, un prospecteur, est seul dans les montagnes depuis des années lorsqu'il entend parler du banquet annuel des membres de son ancien club. Il reprend goût à la vie citadine et décide de vendre son terrain. En ville, sa fille, Nellie, est en difficulté. Son mari, très endetté, a demandé une avance de 2 000 $ à son employeur, l'a risqué en bourse et a tout perdu. Il a jusqu'à la fin du mois pour le rembourser, et risque d'aller en prison. Pendant ce temps, Joe trouve un acheteur pour sa créance ; 1 000 $ sont offerts. Joe refuse de signer une option mais donne sa parole, promettant de finaliser la transaction le 29 au soir à 16 heures. Nellie écrit à son père pour lui demander de l'aider.

## Fiche technique
Sauf indication contraire, les informations mentionnées dans cette section peuvent être confirmées par la base de données cinématographiques IMDb,  présente dans la section « Liens externes ».
- Réalisation : B. Reeves Eason
- Société de production : American Film Manufacturing Company
- Distributeur : Mutual Film
- Date de sortie : 
  - États-Unis : 4 septembre 1915

## Distribution
- Jack Richardson : Joe Wallace, un mineur
- Vivian Rich : Nellie Fisher, la fille de Joe
- Walter Spence : le mari de Nellie

## Production
Le film a été tourné à Summerland en Californie.